# خوان مانوئل بوردابری
خوان مانوئل بوردابری (انگلیسی: Juan Manuel Bordaberry؛ زادهٔ ۱۸ فوریهٔ ۱۹۸۵) بازیکن فوتبال اهل آرژانتین است.